# Sainte-Catherine-de-la-Jacques-Cartier
Sainte-Catherine-de-la-Jacques-Cartier ist eine Stadt im Süden der kanadischen Provinz Québec. Sie liegt in der Verwaltungsregion Capitale-Nationale, etwa 35 km westlich des Zentrums der Provinzhauptstadt Québec. Sainte-Catherine-de-la-Jacques-Cartier gehört zur regionalen Grafschaftsgemeinde (municipalité régionale du comté) La Jacques-Cartier, hat eine Fläche von 121,06 km² und zählt 7706 Einwohner (Stand: 2016).

## Geographie
Sainte-Catherine-de-la-Jacques-Cartier liegt am Rivière Jacques-Cartier, einem Nebenfluss des Sankt-Lorenz-Stroms, wobei sich das Stadtzentrum am südlichen Ufer befindet. Das breite Flusstal wird im Osten und Westen von Ausläufern der Laurentinischen Berge begrenzt. An der nordöstlichen Grenze besitzt die Stadt einen kleinen Anteil am Lac Saint-Joseph. Dieser See wird durch Rivière Ontaritzi entwässert, der gegenüber dem Stadtzentrum in den Rivière Jacques-Cartier mündet. Im äußersten Norden des Stadtgebiets befindet sich der Lac du Ventre Rouge.
Nachbargemeinden sind Lac-Saint-Joseph und Fossambault-sur-le-Lac im Norden, Shannon im Nordosten, Québec im Osten, Saint-Augustin-de-Desmaures im Süden, Pont-Rouge im Südwesten, Lac-Sergent im Westen sowie Saint-Raymond im Nordwesten.

## Geschichte
Die Besiedlung setzte zu Beginn des 19. Jahrhunderts ein, zunächst hauptsächlich durch irische Einwanderer. 1824 erfolgte die Gründung der Pfarrei Sainte-Catherine-de-Fossambault, 1855 jene der Zivilgemeinde Sainte-Catherine. Benannt war sie nach der Mutter des königlichen Beraters Jacques Nau de La Boissière et de Fossambault, Besitzer der im späten 17. Jahrhundert eingerichteten Seigneurie Fossambault. Um Verwechslungen mit gleichnamigen Orten auszuschließen, änderte die Gemeinde im Jahr 1984 ihren Namen in Sainte-Catherine-de-la-Jacques-Cartier. Diese erhielt 2000 den Stadtstatus. Seit 2002 gehört Sainte-Catherine-de-la-Jacques-Cartier zum Zweckverband Communauté métropolitaine de Québec.

## Bevölkerung
Gemäß der Volkszählung 2011 zählte Sainte-Catherine-de-la-Jacques-Cartier 6.319 Einwohner, was einer Bevölkerungsdichte von 52,1 Einw./km² entspricht. 96,7 % der Bevölkerung gaben Französisch als Hauptsprache an, der Anteil des Englischen betrug 2,0 %. Als zweisprachig (Französisch und Englisch) bezeichneten sich 0,5 %, auf andere Sprachen und Mehrfachantworten entfielen 0,8 %. Ausschließlich Französisch sprachen 66,4 %. Im Jahr 2001 waren 96,2 % der Bevölkerung römisch-katholisch, 0,9 % protestantisch und 2,9 % konfessionslos.

## Verkehr
Sainte-Catherine-de-la-Jacques-Cartier ist über die Hauptstraßen 367 und 369 mit der Stadt Québec verbunden. Dorthin führt auch eine Buslinie der Gesellschaft Transport collectif de la Jacques-Cartier.